# 伊戈爾·賽索耶夫
伊戈爾·賽索耶夫（俄语：Игорь Сысоев，1970年9月28日—）是俄羅斯程式設計師，為網頁伺服器軟體Nginx的創建者。

## 經歷
1994年賽索耶夫從鮑曼莫斯科國立技術大學畢業後，遷至莫斯科居住。在2002年賽索耶夫開始設計一套可架設網頁伺服器的自由軟體套件，該軟體於2004年10月4日釋出；並以「Nginx」為稱呼。
在Nginx逐漸受到廣泛使用後，賽索耶夫於2011年成立以Nginx為主的網頁伺服器軟體設置、方案解決公司「Nginx, Inc.」；並擔任該公司的首席技術長。

## 外部連結
- 伊戈爾·賽索耶夫的個人網站 （页面存档备份，存于）（俄文）